# Distrito de Florac
El distrito de Florac es un distrito (en francés arrondissement) de Francia, que se localiza en el departamento de Lozère, de la región de Languedoc-Rosellón (en francés Languedoc-Roussillon). Cuenta con 7 cantones y 50 comunas.

## División territorial

### Cantones
Los cantones del distrito de Florac son:
1. Cantón de Barre-des-Cévennes
2. Cantón de Florac
3. Cantón de Le Massegros
4. Cantón de Meyrueis
5. Cantón de Le Pont-de-Montvert
6. Cantón de Sainte-Enimie
7. Cantón de Saint-Germain-de-Calberte

### Comunas
| 1. Barre-des-Cévennes (48019)             | 2. Bassurels (48020)                  | 3. Les Bondons (48028)                | 4. Bédouès (48022)                         |
| 5. Cassagnas (48036)                      | 6. Cocurès (48050)                    | 7. Le Collet-de-Dèze (48051)          | 8. Florac (48061)                          |
| 9. Fraissinet-de-Fourques (48065)         | 10. Fraissinet-de-Lozère (48066)      | 11. Gabriac (48067)                   | 12. Gatuzières (48069)                     |
| 13. Hures-la-Parade (48074)               | 14. Ispagnac (48075)                  | 15. La Malène (48088)                 | 16. Mas-Saint-Chély (48141)                |
| 17. Le Massegros (48094)                  | 18. Meyrueis (48096)                  | 19. Moissac-Vallée-Française (48097)  | 20. Molezon (48098)                        |
| 21. Montbrun (48101)                      | 22. Le Pompidou (48115)               | 23. Le Pont-de-Montvert (48116)       | 24. Quézac (48122)                         |
| 25. Le Recoux (48125)                     | 26. Rousses (48130)                   | 27. Le Rozier (48131)                 | 28. Saint-André-de-Lancize (48136)         |
| 29. Saint-Andéol-de-Clerguemort (48134)   | 30. Saint-Frézal-de-Ventalon (48152)  | 31. Saint-Georges-de-Lévéjac (48154)  | 32. Saint-Germain-de-Calberte (48155)      |
| 33. Saint-Hilaire-de-Lavit (48158)        | 34. Saint-Julien-d'Arpaon (48162)     | 35. Saint-Julien-des-Points (48163)   | 36. Saint-Laurent-de-Trèves (48166)        |
| 37. Saint-Martin-de-Boubaux (48170)       | 38. Saint-Martin-de-Lansuscle (48171) | 39. Saint-Maurice-de-Ventalon (48172) | 40. Saint-Michel-de-Dèze (48173)           |
| 41. Saint-Pierre-des-Tripiers (48176)     | 42. Saint-Privat-de-Vallongue (48178) | 43. Saint-Rome-de-Dolan (48180)       | 44. Saint-Étienne-Vallée-Française (48148) |
| 45. Sainte-Croix-Vallée-Française (48144) | 46. Sainte-Enimie (48146)             | 47. La Salle-Prunet (48186)           | 48. Vebron (48193)                         |
| 49. Vialas (48194)                        | 50. Les Vignes (48195)                |                                       |                                            |